# Коромандельская акула
Коромандельская акула, или белощёкая акула (лат. Carcharhinus dissumieri) — вид рода серых акул семейства Carcharhinidae.

## Ареал
Обитает в Индийском океане и западной части Тихого океана. Широко распространена в прибрежных водах Персидского залива на глубине до 170 метров. Это очень распространённый, но малоизученный вид акул. Международный союз охраны природы (МСОП) присвоил этому виду акул статус «Близкий к уязвимому положению» (NT). Не представляет опасности для человека. Видовое латинское название дано в честь французского путешественника Жана-Жака Дюссюмье (1792—1883).

## Описание
Мелкий вид акул, максимальная длина около 100 см, общая средняя длина тела в среднем составляет 90 см. У коромандельской акулы типичное для рода серых акул вытянутое обтекаемое тело, длинный закругленный нос, крупные овальные глаза, вытянутые горизонтально, большой первый спинной плавник, его основание находится у задних кончиков грудных плавников. Второй спинной плавник длинный, его длина составляет до 4 % от длины тела. Окрас сверху серый, брюхо белое. Как правило, имеется гребень между первым и вторым спинными плавниками. Главной отличительной особенностью является чёрное пятно на втором спинном плавнике. Верхние зубы имеют треугольную форму с наклонным каудально острием, по заднему краю проходят крупные зазубрины, передний край покрыт мелкими зубцами. Жаберных щелей пять пар средней длины.
Этот вид иногда путают с серой акулой Сейла (Carcharhinus sealei).

## Размножение
Живородящий вид акул. Самцы созревают, достигнув длины от 64 до 74 см, самки от 67 до 71 см. В помёте 2—4 крупных акуленка размером около 40 см. Сезонных различий репродуктивного цикла не отмечается, спаривание и роды происходят круглый год.

## Рацион
Коромандельская акула охотится в основном на костистых рыб; ракообразные и головоногие моллюски имеют в её рационе меньшее значение. Незначительную долю составляют двустворчатые и брюхоногие моллюски, кольчатые черви и короткохвостые ракообразные.